# Jan Koba
Jan Koba (* 15. Januar 1962 in Michalovce) ist ein ehemaliger slowakischer Radrennfahrer.

## Sportliche Laufbahn
Koba hatte seine bedeutendsten Erfolge im Straßenradsport in der Schweiz, wo er auch einige Jahre in seiner Radsportlerlaufbahn lebte. Als Amateur gewann er 1984 das Eintagesrennen um den Grand Prix Winterthur vor Acácio Da Silva. In der Meisterschaft von Zürich wurde er nur von Leo Schönenberger bezwungen. Dieses Rennen gewann er 1985 vor Thomas Wegmüller.
1986 wurde er Berufsfahrer im Radsportteam Peugeot. Er gewann die Kaistenberg-Rundfahrt und eine Etappe im Grand Prix Guillaume Tell. 1988 siegte er erneut im Grand Prix Winterthur vor Arno Küttel. 1989 wurde seine erfolgreichste Saison mit Siegen im Etappenrennen Ostschweizer Rundfahrt, im Giro del Ticino (mit zwei Etappenerfolgen), im Grand Prix de Lancy, in der Gerzensee-Rundfahrt und im Rennen Rund um die Rigi. Dazu wurde er Zweiter der Schellenberg-Rundfahrt. 1990 gewann er den Grand Prix Kanton Zürich und wurde Zweiter im Grand Prix Winterthur.
In den Rennen der Monumente des Radsports war der 89. Platz im Rennen Mailand–Sanremo 1986 sein bestes Resultat.

## Berufliches
Nach seiner Sportkarriere gründete er die Firma Koba Custom-Made-Bicycles AG in Buchs, wo er auch lebt. Die Firma entwickelt eigene Räder und vertreibt Fahrräder.